# 企業によるソーシャル・ネットワーキング・サービスの利用
本項では、企業によるソーシャル・ネットワーキング・サービスの利用（きぎょうにおけるソーシャル・ネットワーキング・サービスのりよう）について概説する。なお、企業のほかに公的機関等のSNS利用も解説の対象とする。

## 概要
多くの企業で、報道資料の発表や広報活動等を目的としてX、Instagram、Facebook、YouTube、Weibo、TikTokなどのソーシャル・ネットワーキング・サービスを利用している。
後述するように、企業SNSの利用には多くの利点と問題点がある。
企業SNSはBtoC業態の企業を中心に活用が広がるが、企業のSNS利用に関して2023年に東京商工リサーチがSNSを運用する2,044社に対して行った調査によると、SNS運営の効果に関して「イメージが向上した」という回答が32.2％の一方で、29.3％の企業が「効果得られなかった」と回答している。また、同社の調査によると、54.8％の企業はSNSを運用しておらず、大企業でも53.1％が運用していなかったという。これに関して、「BtoB企業のため対外発信は限定している」「ホームページがあるので、SNSを始める必要は感じられない」といった意見が寄せられた。
企業SNSでは、アカウントの方向性の決定、投稿、ユーザーや他企業から送られてくるリプライの対応などの多くを「中の人」が担当することが一般的であり、「中の人」のキャラクターが見える投稿は人気がある。
企業のほかに、農林水産省の「BUZZ MAFF」のように、公的機関がSNSを用いた発信を行う場合もある。

## 利点
企業・公的機関のSNSの利点には例えば以下のようなものがある。
- 製品やサービスの宣伝・販売

- 新規顧客を引き付ける・海外を含む市場の拡大
- ブランドの信頼構築
- 顧客とリアルタイムで直接やり取りすることができる
- ウェブサイトへのアクセスを増やす

## 問題点

### 投稿内容に関するトラブル
企業SNSは個人のSNSなどと同様に炎上が後を絶たない。
炎上の原因として、企業として発信するには不適切な内容を含んだ投稿・特定の事象の連想・個人情報の不適切な取り扱い・好感度が下がった状態のタレント起用などが存在する。
また、2013年のセガ公式のX投稿などアカウントを誤った投稿が炎上につながる例も存在する（詳しくはセガ#不祥事・事故を参照）。
投稿した内容は、市場での否定的な認識につながり、最終的には事業運営に悪影響を及ぼす可能性がある。

### SNSへの出演強要
企業によっては企業のSNSに強制的に出演させられる可能性がある。弁護士ドットコムに寄せられたある相談では、相談者によると、勤務先の会社の社長がSNSの活用を推進しており、入社時の雇用契約にはこうした内容が存在しないにもかかわらず動画に強制的に出演させられてきたという。企業が撮影した動画を利用するためには当該社員の同意が必要であり、上下関係などを利用して同意させた場合は同意が無効となることもあり得る。さらに、退職した社員は肖像権の問題を理由に動画の削除を依頼できる。 
また、新入社員がダンスをする動画をTikTokやInstagramで投稿する例が見られる。こちらは必ずしも強制的なものとは限らないが、「新卒社員が社長と一緒に踊れる環境はよい」といった好意的な意見の一方で、「怖い」「いたたまれない」といった否定的な意見も存在する。

## 公的機関によるSNSの活用
公的機関・地方公共団体・官公庁などでもSNSは広く活用されている。
総務省では、緊急時においては政府機関、地方公共団体、外国の政府機関等の発信する関連情報についても、必要に応じてフォロー及びリポスト等を行うこととなっている。
神奈川県葉山町の公式Instagramのフォロワー数は、自治体の公式アカウントとしては異例の多さであり、独自のハッシュタグ「#葉山歩き」を設けて、他のユーザーの投稿を促している。
長野県小諸市のYouTubeチャンネルでは、制作費9,500円のYouTube動画が話題となっている。
また、2022年ロシアのウクライナ侵攻に際して、ロシアとウクライナはそれぞれSNSを利用したPR活動を行っている。